# Simone Cadamuro

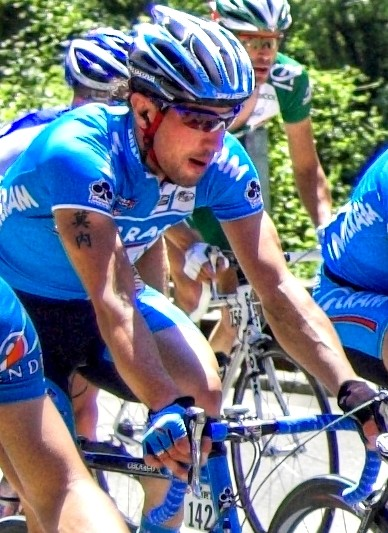
Simone Cadamuro Tour de Suisse 2006

Simone Cadamuro, född 28 juni 1976 i San Donà di Piave, Italien, är en professionell italiensk tävlingscyklist. Han blev professionell 2002 med De Nardi-Pasta Montegrappa. Sedan 2009 tävlar Cadamuro för Amica Chips - Knauff.
Under säsongen 2004 vann han Veenendaal-Veenendaal. Under sin karriär har han också vunnit etapper på Polen runt och Eneco Tour of Benelux.
Simone Cadamuro tävlade för UCI ProTour-stallet Team Milram  under säsongen 2006, men fick inte fortsatt förtroende av stallet efter säsongen och han valde därför att tävla för Kio Ene-Tonazzi-DMT under 2007. Han vann etapp 1 av Flèche du Sud under säsongen. Inför säsongen 2008 gick Cadamuro vidare till Team Nippo-Endeka. I maj 2008 slutade han trea på den andra etappen av Szlakiem Grodow Piastowskich i Polen efter tyskarna André Schulze och Steffen Radochla.
Under säsongen 2008 vann Simone Cadamuro etapp 6 och 7 av Serbien runt. Han slutade också tvåa på etapp 2 och 5 under tävlingarna. Tidigare samma månad slutade italienaren trea på Slovenien runts första etapp bakom Claudio Cucinotta och Enrico Rossi.
Inför säsongen 2009 valde Cadamuro att skriva på ett kontrakt med Amica Chips-Knauff. Under året slutade han på fjärde plats på etapp 2 av Panne tredagars bakom spurtarna Mark Cavendish, Robbie McEwen och Francesco Chicchi.

## Meriter
2000
GP Industrie del Marmo
2001
Milano-Busseto
2002
Etapp 3, Slovakien runt
2003
Etapp 1, Polen runt
Etapp 3, Polen runt
2004
Doha International GP
Veenendaal–Veenendaal
Etapp 3, Tour of Qinghai Lake,
2005
Etapp 2, Eneco Tour of Benelux
2006
Poängtävlingen, Eneco Tour of Benelux
2007
Etapp 1, Flèche du Sud
2008
Etapp 6, Serbien runt
Etapp 7, Serbien runt

## Stall
- 2002 De Nardi-Pasta Montegrappa
- 2003 De Nardi-Colpack
- 2004 De Nardi
- 2005 Domina Vacanze
- 2006 Team Milram
- 2007 Kio Ene-Tonazzi-DMT
- 2008 Team Nippo-Endeka
- 2009 Amica Chips-Knauff